# Hloubek
Hloubek je drobný potok ve Slavkovském lese, pravostranný přítok Ohře v okrese Karlovy Vary v Karlovarském kraji. Délka toku měří 2,9 km.

## Průběh toku
Potok pramení necelé 2 km od obce Andělská Hora u severovýchodního okraje Slavkovského lesa, nedaleko východní hranice CHKO Slavkovský les.
Potok teče nejprve jihozápadním směrem, později již prudce klesá hlubokým údolím severním směrem. Asi 700 metrů pod cvičnou vodáckou peřejí Hubertus se západně od Sedlečka vlévá zprava do Ohře. 